# Primordial Domination
Primordial Domination – siódmy album studyjny amerykańskiej grupy muzycznej Incantation. Wydawnictwo ukazało się 5 września 2006 roku nakładem wytwórni muzycznej Listenable Records. Album ukazał się także w wersji rozszerzonej wraz z dołączoną płytą DVD na której znalazł się zapis koncertu z września 2005 roku w Paryżu we Francji.
Nagrania zostały zarejestrowane w Mars Recording Studio w Cleveland w stanie Ohio pomiędzy kwietniem a maja 2006 roku. Mastering odbył się w West West Side Studio w New Windsor w stanie Nowy Jork. Okładkę Primordial Domination namalował polski artysta Jacek Wiśniewski znany m.in. ze współpracy z grupami Vader, Decapitated i Grave.

## Lista utworów
Opracowano na podstawie materiału źródłowego.
1. „Primordial Domination” (McEntee, Severn) – 2:54
2. „The Fallen Priest” (McEntee, Severn) – 3:34
3. „Dissolute Rule/Begin Apocalypse” (McEntee, Severn) – 3:37
4. „Hailed Babylon” (McEntee, Severn) – 4:22
5. „Lead to Desolation” (McEntee, Severn) – 3:50
6. „Doctrines of Crucifixion” (McEntee, Severn) – 4:14
7. „The Strength of Crucifixion” (McEntee, Severn) – 6:28
8. „Extirpated Dominus” (McEntee, Severn) – 5:05
9. „Conquered God” (McEntee, Severn) – 6:09

## Twórcy
Opracowano na podstawie materiału źródłowego.

- John McEntee – wokal prowadzący, gitara rytmiczna, gitara prowadząca
- Kyle Severn – perkusja
- Joe Lombard – gitara basowa
- Bill Korecky – produkcja muzyczna, miksowanie, inżynieria dźwięku
- Alan Douches – mastering
- Kim Dumas – mastering
- Jacek Wiśniewski – okładka
- Sven DeCaluwe – oprawa graficzna
- Rev Aaron Michael Pepells – zdjęcia
- Shelley Jambresic – zdjęcia